# Hogna hendrickxi
Hogna hendrickxi là một loài nhện trong họ Lycosidae.
Loài này thuộc chi Hogna. Hogna hendrickxi được Léon Baert & Maelfait miêu tả năm 2008.